# ジャライノール区
ジャライノール区（ジャライノールく、モンゴル語：ᠵᠠᠯᠠᠢᠳᠨᠠᠭᠤᠷ
ᠲᠣᠭᠣᠷᠢᠭ　転写：Jalainaɣur toɣoriɣ）は、中華人民共和国内モンゴル自治区フルンボイル市に位置する市轄区。満洲里市の東側にある。

## 歴史
元々は満洲里市の一部（ジャライノール鉱区）であった。2013年3月に分立した。

## 行政区画
5街道、1鎮を管轄：
- 街道弁事処：第一街道、第二街道、第三街道、第四街道、第五街道
- 鎮：霊泉鎮